# Crossley-Vanga
Der Crossley-Vanga, auch Crossleytimalie, jetzt Weißbartvanga (Mystacornis crossleyi) ist ein Sperlingsvogel in der Familie der Vangawürger (Vangidae). Er ist die einzige Art der damit monotypischen Gattung Mystacornis.
Das Artepitheton bezieht sich auf Alfred Crossley (1839–1877).

## Merkmale
Der Crossley-Vanga ist ein kleiner, 15 bis 16 Zentimeter großer sowie 21 bis 29 Gramm schwerer Vangawürger. Die Oberseite ist olivbraun, die Unterseite grau, er hat einen relativ langen, dünnen, an der Spitze mit einem Haken versehenen Schnabel und kurzen Schwanz. Der Kopf ist schwarz-weiß gestreift.

## Verhalten
Er ernährt sich von kleinen und mittelgroßen Insekten, Spinnen und Käfern. Crossley-Vangas brüten zwischen August und November. Das Männchen baut das Nest.

## Verbreitung und Lebensraum
Der Crossley-Vanga ist in Madagaskar endemisch. Er ist im tropischen Regenwäldern heimisch.

## Gefährdungssituation
Der Bestand gilt als nicht gefährdet (Least Concern).